# São José do Duro
São José do Duro é um aldeamento indígena colonial no que hoje é o atual estado de Tocantins.

## Outros aldeamentos
São Francisco Xavier do Duro (também conhecido como Duro), erigido próximo ao ribeirão de Formiga, em 1751, para nele se recolherem os Xakriabá;
São José do Duro (também conhecido como Formiga), criado em 1755 a duas léguas do anterior, para servir de morada aos Akroá;
São José de Mossâmedes, onde hoje é a cidade de Mossâmedes, iniciado em 1755, e que abrigou índios Akroá, Xavante, Karajá, Javaé, Carijós e Naudez;
Nova Beira, na ilha do Bananal, criado em 1775 para índios Karajá e Javaé;
Maria I, nas margens do rio Fartura, a 11 léguas a sudoeste da antiga capital de Goiás, criado em 1780, para os Kayapó do Sul;
Carretão de Pedro III, erigido em 1788, junto ao rio Carretão, perto de Crixás, para os Xavante.
Os dois primeiros aldeamentos ficavam próximos da fronteira com a Bahia, na área onde hoje se ergue Dianópolis.